# Municipio de Honey
El municipio de Honey (AFI: [ˈhʌni]) es uno de los 217 municipios que conforman al estado mexicano de Puebla. Su cabecera es la localidad de Honey.

## Historia
Los primeros asentamientos en la región fueron hechos por totonacos y otomíes, los cuales fueron posteriormente sometidos por los mexicas. En 1522 fue sometida por los españoles tras la conquista de México y entregada como pueblo de encomienda.
En abril de 1919, el territorio se separó del antiguo Distrito de Huauchinango y se constituyó como municipio libre con el nombre de Chila Honey. Fue nombrado así en honor al empresario de origen inglés Richard Honey, quién se estableció en este lugar y montó una fábrica de pinturas elaboradas con tierras colorantes y resinas de la región. En 1993 la demarcación fue rebautizada, reduciendo su nombre únicamente a Honey.

## Geografía
El municipio se localiza en el noroeste del estado de Puebla, sus coordenadas Geográficas son los paralelos 20º 12'3'" y 20º 18'48" de latitud norte, y los meridianos 98° 11'18" y 98° 17'42" de longitud occidental. Limita al este y sur con el estado de Hidalgo (Acaxochitlan, Metepec, Tenango de Doria) y al oeste con el municipio de Pahuatlán. Como otras partes del norte poblano, el municipio de Honey es de difícil acceso. Las elevaciones alcanzan una altitud de 1300 m s. n. m. Una pequeña porción del territorio desagua en la cuenca del río Pánuco, aunque las corrientes más importantes que nacen en las montañas de Honey son tributarias de la cuenca del río Tuxpan. El clima dominante es templado con abundante lluvia en verano.

### Orografía
El municipio forma parte de la región de la Sierra Norte de Puebla, que a su vez es una de las cadenas montañosas que componen la Sierra Madre Oriental, la cual está constituida por sierras más o menos individuales, paralelas, comprimidas las unas contra las otras como resultado de intensos plegamientos y afallamientos; presenta entre las pequeñas sierras grandes o pequeñas altiplanicies intermontañosas y es notable por sus escabrosidades. El relieve del municipio en general muestra una topografía accidentada, la cual está determinada por tres conjuntos montañosos; el complejo del suroeste, que está constituido por varios cerros y lomas no muy altas, destacando el cerro Chalma. El conjunto del noroeste, más alto que el anterior, destacando los cerros Cuarco y El Flojo. Por último, una pequeña sierra al noreste, sobre la cual se asienta la comunidad de Honey. El municipio presenta un declive general en dirección suroeste-noreste, oscilando su altura con respecto al nivel del mar entre 1,300 y 2,300 metros.

### Hidrografía
Pertenece a la vertiente septentrional del estado de Puebla, formada por las distintas cuencas parciales de los ríos que desembocan en el Golfo de México y que se caracterizan por sus ríos jóvenes y caudalosos con una gran cantidad de caídas. Es recorrido el municipio por varios ríos permanentes que a continuación se describen: El río Cuarco, nace fuera del Estado y recorre de oeste a este la porción septentrional, sale del municipio y se une al río Los María para constituir uno de los principales formadores del San Marcos, afluente del Tuxpan. El río Los María, que se origina en el interior del municipio y recorre de oeste a este la porción central para unirse posteriormente al Cuarco. El Arroyo Grande, que en un corto recorrido por el oriente, se une al Arroyo Los María. El río Honey se origina también en el municipio y baña la porción meridional, sale del municipio y se une al Santa Catarina para formar el Trinidad, que junto con el Cuarco y Los María forman el San Marcos. Por último el río Potrerillo, que recorre el sureste en dirección sur-norte, sirve de límite con el Estado de Hidalgo y forma el Santa Catarina. También cuenta con numerosas corrientes intermitentes, afluentes de los ríos mencionados.

## Demografía
De acuerdo al censo realizado por el INEGI en 2015, Honey posee 7,857 habitantes, equivalentes a 0.14% de la población del estado. La densidad de población del municipio es de 123.3 personas por kilómetro cuadrado.

## Educación
El municipio cuenta con nivel básico en todas sus comunidades, pero únicamente medio superior en la cabecera municipal siendo el bachillerato "Jaime Nuno" la escuela que funge como tal. El 10 de mayo de 2013 el gobernador del Estado de Puebla, Rafael Moreno Valle llevó a cabo la inauguración de la universidad a distancia campus Honey, en la cual se invirtieron aproximadamente 16 millones de pesos y que desde entonces da servicio a la comunidad estudiantil que no cuenta con los recursos económicos para su educación.

## Tradiciones y costumbres

### El Cerro Flojo
Cuentan las personas más grandes de la Comunidad de Chila de Juárez que existía un rito, el cual lo realizaban las personas de la comunidad encabezadas por el curandero mayor, cada año en el mes de mayo. Se realizaba una ofrenda con flores, incienso, velas, papel picado, café, etc. Todo esto era ofrecido a unos ídolos antiguos de madera en miniatura, los cuales eran adornados con ropas especiales, huaraches y accesorios representativos. Se realiza una peregrinación que dura aproximadamente 5 horas hacia el Cerro Flojo, en donde se realizaban ofrendas en cada unos de los diferentes manantiales que existen en el camino. Al llegar a la cima del cerro el curandero mayor se realiza un ritual con incienso para despertar el espíritu del Cerro Flojo, el cual está representado por una piedra puntiaguda que se encuentra en la parte más alta y poco accesible del cerro.